# Cynometra megalophylla
Espèce
Cynometra megalophylla est une espèce de plantes à fleurs de la famille des Fabaceae et du genre Cynometra. C'est un arbre présent en Afrique tropicale.

## Description
C'est un arbre de taille moyenne, entre 10 et 20 m de hauteur. Le fût peut atteindre 100 cm de diamètre, mais le plus souvent il est très ramifié dès la base. Les fleurs ont une corolle blanche. Les fruits sont verruqueux, de 4 à 6 cm de diamètre,.

## Distribution
L'espèce est présente en Afrique tropicale de l'ouest, en Sierra Leone, au Liberia, en Côte d'Ivoire, au Ghana, au Togo, au Bénin, au Nigeria.

## Habitat
Généralement grégaire, on la rencontre dans les forêts et le long des cours d'eau.

## Utilisation
Récoltée à l'état sauvage, l'espèce est employée localement pour son bois, dans la construction et la menuiserie.
Elle est également plantée comme arbre d'ombrage. Ses fruits sont vendus au marché.
La médecine traditionnelle a recours à la décoction d'écorce pour lutter contre la dénutrition infantile et à celle des feuilles contre la rougeole et la varicelle.